# کلیوچ، میونیتسا
کلیوچ (صربی: Ključ}} یک منطقهٔ مسکونی در صربستان است که در Mionica واقع شده‌است.